# Nugie
Nugie, właśc. Agustinus Gusti Nugroho (ur. 31 sierpnia 1971 w Dżakarcie) – indonezyjski piosenkarz, kompozytor i działacz ekologiczny.
W 1995 r. wydał swój pierwszy album pt. Bumi. W późniejszym okresie został wokalistą zespołu ALV, z którym nagrał dwa albumy – ALV i Senyawa Hati. W 2009 r. dołączył do grupy The Dance Company.
Na swoim koncie ma nagrody AMI (Anugerah Musik Indonesia) – w kategorii najlepszy alternatywny artysta solowy (1997 i 1999), które otrzymał kolejno za utwory „Teman Baik” i „Pembuat Teh”.
Zagrał w filmie Jendral Soedirman z 2015 r.
W latach 1990–1997 kształcił się na Wydziale Nauk Społecznych i Politycznych Uniwersytetu Indonezyjskiego.
Jego bratem jest Katon Bagaskara.